# Гуревич, Борис Михайлович
Бо́рис Миха́йлович Гуре́вич (23 февраля 1937, Киев — 12 ноября 2020, Дирфилд) — советский борец вольного стиля, олимпийский чемпион 1968 года, заслуженный мастер спорта СССР (1967).
Двукратный чемпион мира (1967, 1969), серебряный призёр чемпионата мира (1961), двукратный чемпион Европы (1967, 1970), шестикратный чемпион СССР (1957, 1958, 1961, 1965, 1966, 1967).

## Биография
Родился в 1937 году в Киеве.
Борьбой начал заниматься в 1953 году. Тренировался под руководством Василия Рыбалко и Арменака Ялтыряна. В 1957 году стал чемпионом Украинской ССР и в этом же году выиграл чемпионат СССР. Мастер спорта СССР (1958).
На летних Олимпийских играх 1968 года в Мехико боролся в весовой категории до 87 килограммов (средний вес). В схватках:
- в первом круге на 2-й минуте тушировал Роберта Нихона (Багамы);
- во втором круге на 11-й минуте тушировал Яна Выпоржика (Польша);
- в третьем круге по преимуществу выиграл у Рона Гринстеда (Великобритания);
- в четвёртом круге на 1-й минуте тушировал Лупе Лара (Куба);
- в пятом круге не участвовал;
- в шестом круге в схватке с Жигжидийном Мунхбатом (Монголия) была зафиксирована ничья;
- в седьмом круге в схватке с Проданом Гарджевым (Болгария) была зафиксирована ничья и по меньшему количеству штрафных баллов Б. М. Гуревич стал чемпионом Олимпийских игр[2];

О манере борьбы Б. М. Гуревича:

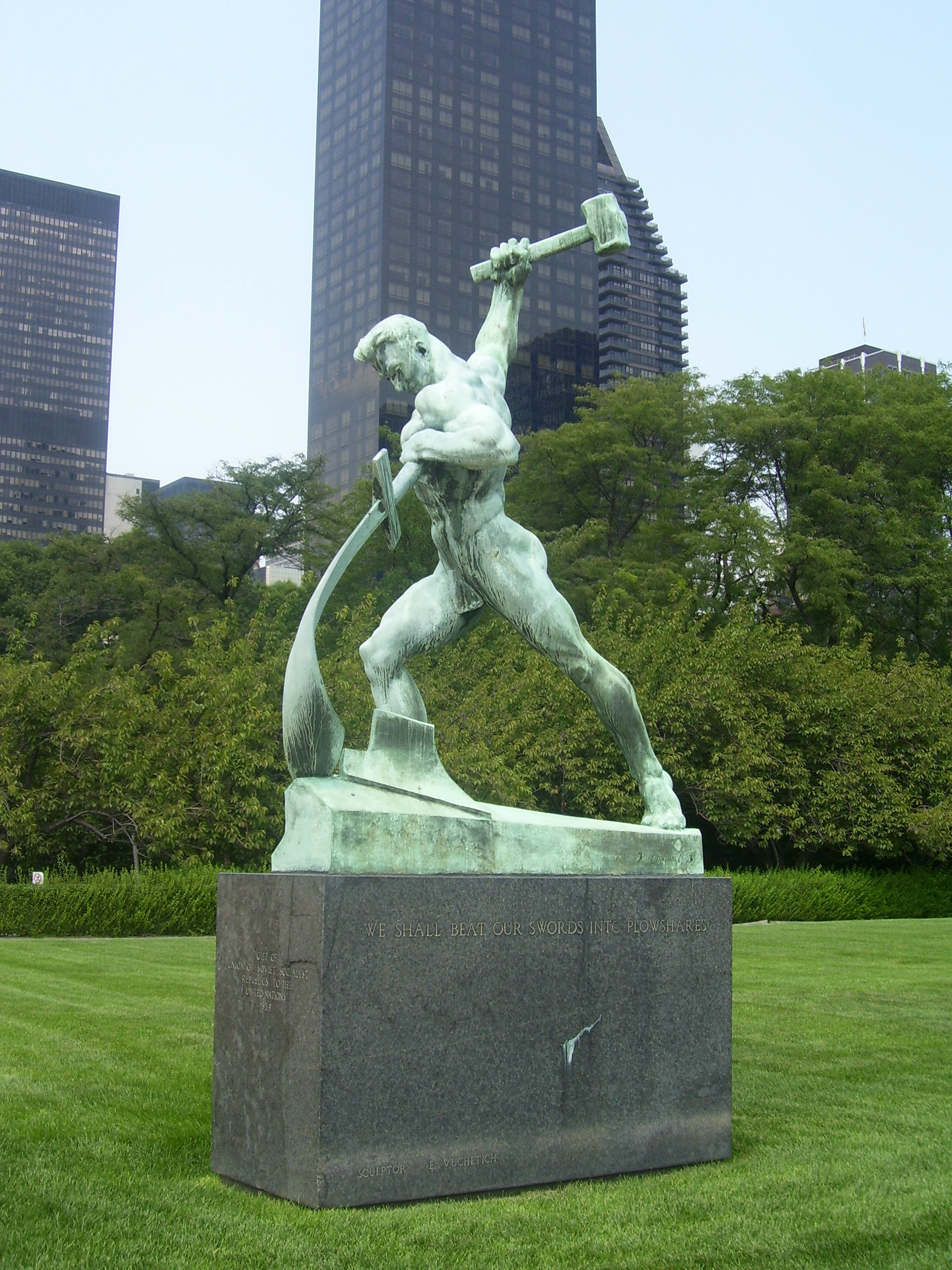
Скульптура «Перекуём мечи на орала»

Невероятная точность движений, атака на опережение противника, — вот что притягивало внимание знатоков. Он сочетал в себе красоту и силу, поразительную борцовскую технику и неистовый натиск, точный, почти математический, расчёт и быстроту на грани риска.
Фигура Бориса Гуревича послужила моделью для знаменитой аллегорической скульптуры известного советского скульптора Евгения Вучетича «Перекуём мечи на орала», установленной в 1957 году в Нью-Йорке у здания ООН.
Окончил Киевский государственный институт физической культуры (1969). Член КПСС с 1976 года.
Эмигрировал в США, жил в Чикаго.